# Johannes Weinberger

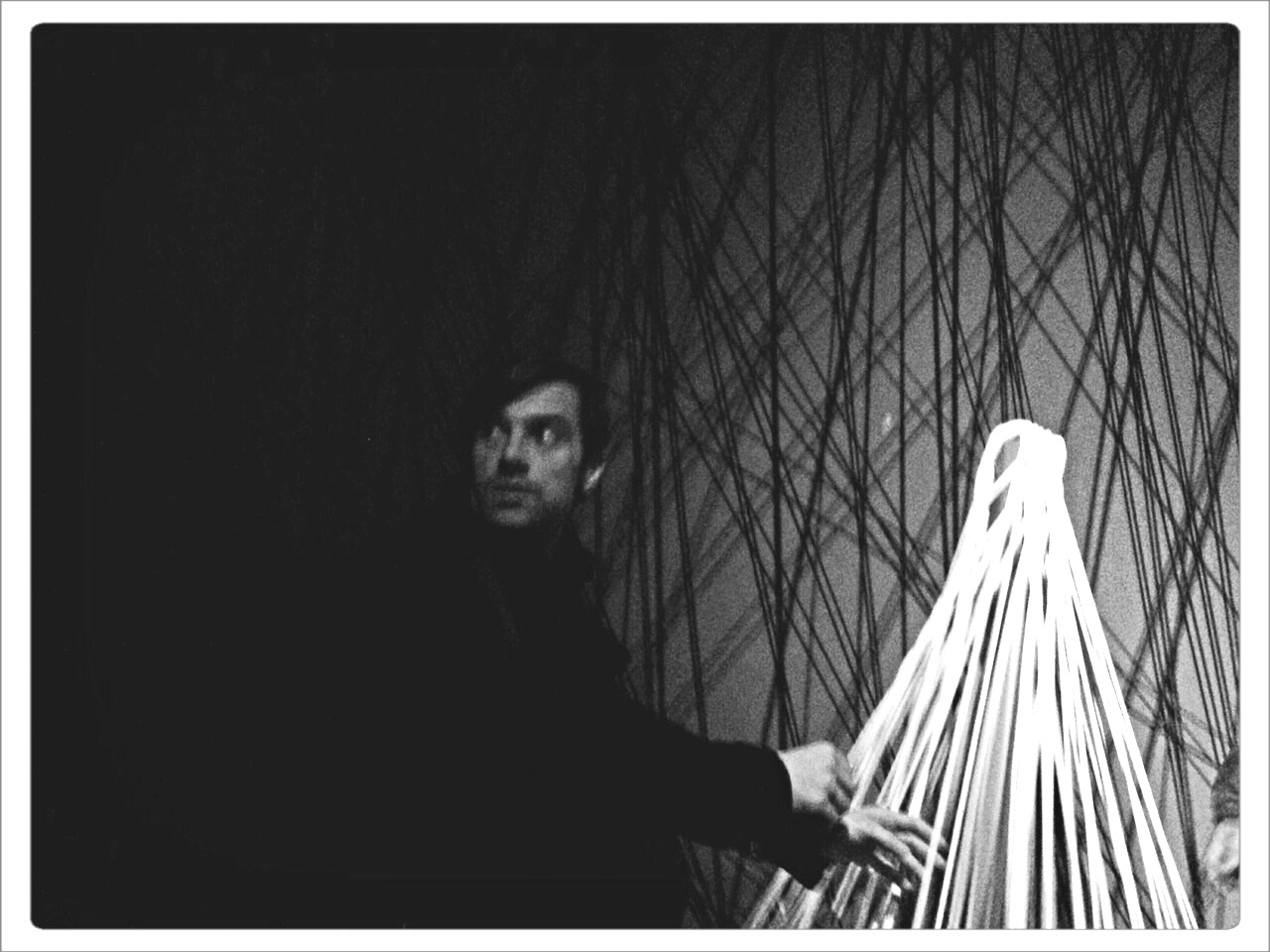
Johannes Weinberger

Johannes Weinberger (* 2. Juli 1975 in St. Pölten; † 19. Mai 2022) war ein österreichischer Schriftsteller und Musiker.

## Leben
Johannes Weinberger lebte seit 2000 als freier Schriftsteller in Wien. Seine Werke erschienen überwiegend im Luftschacht-Verlag. Johannes Weinberger war Mitglied der Grazer Autorenversammlung und erhielt für seine Arbeiten mehrere Auszeichnungen und Stipendien.

## Preise
- 2003 Autorenprämie des BKA
- 2003 Wiener Autorenstipendium
- 2003 Literaturpreis der Stadt Steyr
- 2006 Förderpreis für Literatur der Stadt Wien
- 2007 Anerkennungspreis für Literatur des Landes Niederösterreich
- 2007 Georg Timber-Trattnig Memorial Award
- 2008 Staatsstipendium für Literatur
- 2009 Projektstipendium für Literatur

## Werke
- Vérité, Aarachne, Roman 2002, ISBN 978-3-85255-064-0
- autorenmorgen 01, Luftschacht, Anthologiebeiträge 2003 (Herausgeber Stefan Buchberger), ISBN 978-3-902373-00-7
- Schatzjagd, Luftschacht, Roman 2003, ISBN 978-3-902373-02-1
- Ich zähle zornig meine Schritte, Luftschacht, Roman 2003, ISBN 978-3-902373-04-5
- Mara/ Mara, Luftschacht, Roman 2004, ISBN 978-3-902373-06-9
- Hinter dem Sichtbaren / Der Sturz, Luftschacht, Prosa 2005, ISBN 978-3-902373-12-0
- Aus dem Beinahe-Nichts, Luftschacht, Märchen 2007, ISBN 978-3-902373-27-4
- Der Fluss / 16 Sechsunddreissigfeldzeichen, St. Pölten : Literatured. Niederösterreich, Erzählung 2008, ISBN 978-3-901117-91-6
- Das kleine Tao der Tiere, Luftschacht, Prosa 2009, ISBN 978-3-902373-45-8
- Schwarz und voller Vögel, Luftschacht, Roman 2011, ISBN 978-3-902373-70-0